# エル・ドラード

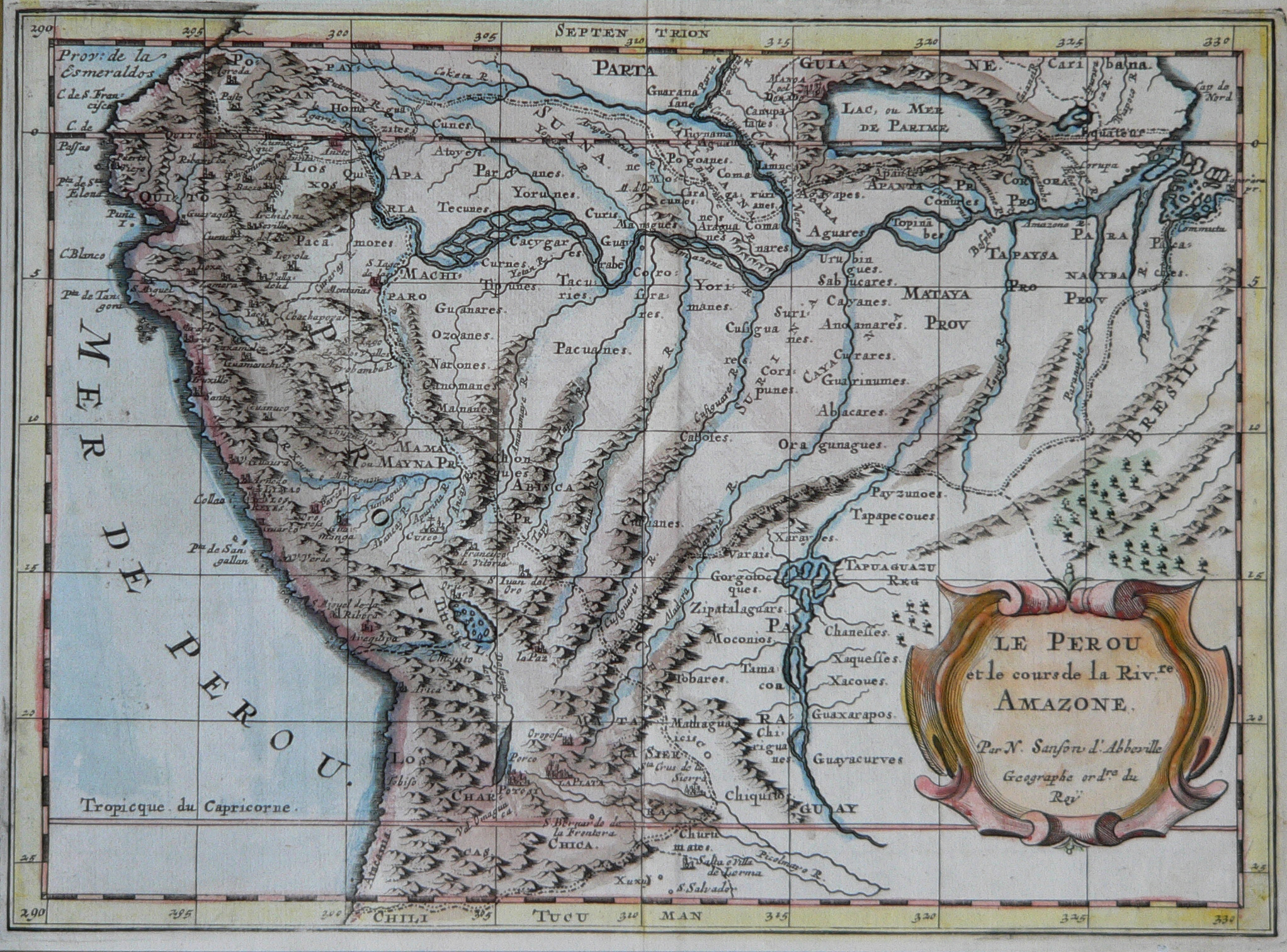
地図にも描かれた「エル・ドラード」"Lac ou Mer de Parime" と記載された湖の左側に"Manoa o el Dorado"と記載

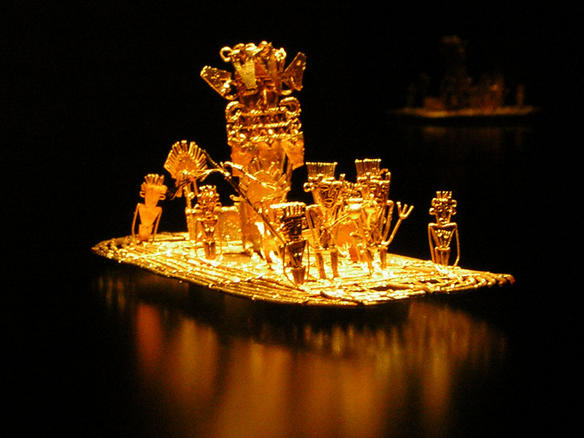
エル・ドラード伝説の基とされる黄金の儀式を模した装飾品（コロンビア、ボゴタの黄金博物館所蔵）

エル・ドラード（西：El Dorado）とは、南アメリカに伝わる黄金郷（おうごんきょう）にまつわる伝説である。転じて、黄金郷自体や理想郷を指す言葉としても使用される。大航海時代のヨーロッパ、特にスペイン人の間で広まり、新大陸進出の動機の一つとなった。

## 概要
エル・ドラードとはスペイン語で「金箔をかぶせた」、または「黄金の人」を意味し、16世紀頃までアンデス地方に存在したチブチャ文化（ムイスカ文化）の儀式が基になっている。
この地方では金の採掘と装飾技術が発達し、コロンビアの首都ボゴタより北に57キロメートルの所に、山に囲まれたきれいな円形の湖がある。
このグアタビータ湖では、その土地の首長が全身に金粉を塗り儀式を行う風習をもっていた。
大航海時代にスペインのコンキスタドール達がこの噂を聞き、この話に尾ひれがついて、アマゾンの奥地には黄金郷があるという伝説となった。また、スペイン人たちは当時黄金並みに価値があったシナモンの木がエルドラードの土地に自生しているとも信じていた。
エルドラード発見を目指した探検家たちは、死亡、飢え、共食い、発狂、破産などの状況に陥った。

## 歴史
1561年、ロペ・デ・アギーレは探検を続けた結果「報告は誤りだからだ。あの川には絶望しかない」という言葉を残した。
エル・ドラード伝説の噂はドイツにまでおよび、噂から端を発した推測から、1500 年代後半にはパリメ湖またはパリマ湖のほとりにあるマノアと呼ばれる都市がエル・ドラードと解釈された地図が作成され、数々の探検隊が黄金を求めて南米大陸へと渡った。
アウクスブルクの豪商ヴェルザー家はアンブローズ・オルフィンジャーなる人物を南米に送り込んだ。彼はコロンビアのマグダレナ河を一年間に渡って探索したがエルドラードを発見することはできず、新たにコロに向かったがそこで先住民に殺害されてしまった。ドイツ人のゲオルク・フォン・シュパイヤーはエルドラドを発見するために南米大陸を1500マイルに渡って探査した。1541年フォン・シュパイアーの部下で騎士のフィリップ・フォン・フッテンは黄金像を求めてグアレビータ河に近いオマグア・インディアンの町を襲撃したが反撃を受けて重傷を負った。フォン・フッテン以降ドイツ人による黄金郷探索は下火になった。
イギリス人では1617年ウォルター・ローリーが探検に向かったが、成果を上げられず、1618年にジェームズ1世によって斬首刑に処された。
最後の儀式は16世紀初頭に行われたが、この伝説はその後も約300年間、ヨーロッパ人の間で語られた。18世紀後半まで世界地図にも描かれ、実在が信じられていた。しかし19世紀初頭、アレクサンダー・フォン・フンボルトによってアンデスやアマゾンが調査され、地図上からは消し去られた。
1801年、アレクサンダー・フォン・フンボルトもこの湖に立ち寄り、ムイスカ族とグアタビータ湖に関する記録を残している。

## 湖の現在
現在、グアタビータ湖の黄金探査は政府により禁止されている。
この湖は標高3100メートルという高地に位置し、多くの珍しい動植物を観察できる。しかし、余りに多くの人がハイキングやキャンプに訪れ、環境破壊が深刻化した。そのためにクンデナマル県の地域自治団体は2002年に湖周辺への立ち入りを禁止した。
3年後の2005年、状況の改善に伴い一定の条件の下で観光客の受け入れを再開した。
2006年5月、地域自治団体の職員が、観光道の補修をしていた時、地表からわずか15センチメートル下から素焼きの器に入った黄金製品を見つけたというニュースが報じられた。
ただし、ヨーロッパ人が想像したエル・ドラードではなかったが、コロンビアには前述のチブチャ文化以外にもかつてはキンバヤ文明、タイロナ文化、シヌー文化が繁栄し、またペルーにはチャビン文化を継承した北海岸のモチェ文化、シカン王国、チムー王国に見事な金製品を生み出した技術が存在していたことが明らかになっている。